# نبرد رمله (۱۱۰۵)
جنگ رمله (انگلیسی: Battle of Ramla)، نبردی است در سال ۱۱۰۵ بین فاطمیان و صلیبیون به رهبری بالدوین یکم اورشلیم که با پیروزی صلیبیون همراه بود.